# Leonard Barré
Leonard Barré (Llemotges, principis del segle XVI) fou un músic francès.
Figurà entre els primers contrapuntistes de l'escola veneciana, estudiant sota la direcció de Adrian Willaert. El 13 de juliol de 1537 ingressà com a cantor la capella pontifícia, i fou un dels cantors apostòlics que el papa Pau III al Concili de Trento (1545).
Se li deuen algunes misses, madrigals i motets.